# Juárez, Coahuila
Juárez là một đô thị thuộc bang Coahuila, México. Năm 2005, dân số của đô thị này là 1393 người.